# الکس جینو
الکس جینو (انگلیسی: Alex Gino) نویسنده کتاب‌های کودکان اهل ایالات متحده آمریکا است. او در سال ۲۰۱۶ میلادی برای کتاب جورج برندهٔ جایزه کتاب استون‌وال و جایزه ادبی لامبدا شد. جینو خودش را خارج از جنسیت معرفی و به‌جای ضمیر مذکر یا مؤنث انگلیسی، از ضمیر جمع برای اشاره به خود استفاده می‌کند.